# Planckova konstanta
Planckova konstanta jedna je od osnovnih fizikalnih konstanti, koja se ne pojavljuje u okviru klasične fizike, ali se kao veličina često pojavljuje u kvantnoj mehanici. Planckova konstanta iznosi:
{\displaystyle h=\,\,\,6,626\ 070\ 15\cdot 10^{-34}\ {\mbox{J}}\cdot {\mbox{s}}\,\,\,\approx \,\,\,4,135\ 667\ 43\cdot 10^{-15}\ {\mbox{eV}}\cdot {\mbox{s}}}
Dana 16. studenog 2018. je na 26. sastanku Opće konferencije za mjere i utege donesena odluka kojom je Planckova konstanta određena da iznosi točno 6,62607015⋅10−34 J⋅s, i ta definicija stupa na snagu 20. svibnja 2019. godine. Time je ujedno redefinirana jedinica kilogram koja je ovime postala izvedenica Plankove konstante, sekunde i metra.
U mnogim slučajevima pogodno je uvesti veličnu reducirane Planckove konstante (ponekad se naziva Diracova konstanta), koja je definirana kao:
{\displaystyle \hbar \equiv {\frac {h}{2\pi }}=\,\,\,1,054\ 571\ 68\cdot 10^{-34}\ {\mbox{J}}\cdot {\mbox{s}}\,\,\,=\,\,\,6,582\ 119\ 15\cdot 10^{-16}\ {\mbox{eV}}\cdot {\mbox{s}}}
Dimenzija Planckove konstante je (N·m·s), što je također dimenzija fizikalne veličine poznate kao akcija.
Planckovu konstantu prvi puta je uveo Max Planck u okviru tumačenja zračenja crnog tijela, što je predstavljalo početak stvaranja kvantne mehanike.
Simbol {\displaystyle \hbar } u hrvatskom se jeziku najčešće čita kao "h precrtano", iako se koristi i engleska formulacija "h bar". Ovakav simbol postoji u ćirilici kao ћ (ć). Stoga poneki fizičar u Hrvatskoj čita simbol za reduciranu Planckovu konstantu kao: "će".